# Berenice (nombre)
Berenice es un nombre propio femenino de origen griego en su variante en español. Es la forma macedonia del griego φερενίκη, de φέρω (llevar) y νίκη (victoria), por lo que significa Portadora de victoria.

## Santoral
4 de octubre: Santa Berenice, mártir en Siria en el siglo IV.

## Personas
- Berenice Barreto, nadadora argentina
- Berenice Ruiz, actriz de doblaje mexicana
- Berenice Vega, actriz de doblaje y locutora mexicana

## Variantes
| Variantes en otras lenguas | Variantes en otras lenguas |
| -------------------------- | -------------------------- |
| Español                    | Berenice                   |
| Alemán                     | Berenike                   |
| Catalán                    | Berenice                   |
| Finlandés                  | Berenike                   |
| Francés                    | Bérénice                   |
| Griego                     | Βερενίκη (Bereníkē)        |
| Holandés                   | Berenice                   |
| Inglés                     | Berenice                   |
| Italiano                   | Berenice                   |
| Polaco                     | Berenika                   |
| Portugués                  | Berenice                   |
| Ruso                       | Береника (Berenika)        |
| Coreano                    | 베레니체                   |